# Zybyny
Zybyny (ukr. Зибини, ros. Зыбины, Zybiny) – wieś na Ukrainie, w Autonomicznej Republice Krymu (de iure stanowiącej integralną część państwa ukraińskiego, w 2014 anektowanej przez Rosję i odtąd funkcjonującej jako Republika Krymu), w rejonie biłohirskim. W 2001 liczyła 1488 mieszkańców, wśród których 181 wskazało jako ojczysty język ukraiński, 1145 rosyjski, 120 krymskotatarski, 2 mołdawski, 6 białoruski, 27 ormiański, a 7 inny. Według spisu ludności przeprowadzonego przez okupacyjne władze rosyjskie populacja wsi w 2014 wynosiła 1220 osób.